# Billingley
Billingley – wieś w Anglii, w hrabstwie ceremonialnym South Yorkshire, w dystrykcie metropolitalnym Barnsley. Leży 18 km na północny wschód od miasta Sheffield i 240 km na północ od Londynu. W 2001 miejscowość liczyła 177 mieszkańców.